# Gewone berenklauw
De gewone berenklauw (Heracleum sphondylium) behoort tot de schermbloemenfamilie (Umbelliferae of Apiaceae). De plant komt van nature voor in Europa.
Het is een 90-150 cm hoge (met uitschieters tot twee meter), vaste plant, die veel langs dijken en wegen en in hooilanden voorkomt. De plant is ruw behaard en heeft drievoudig gevind tot vinspletige bladeren. De stengel is kantig en gegroefd. De gewone berenklauw bloeit van juni tot oktober met witte bloemen in veelstralige schermen. Het onderstandige vruchtbeginsel is tweehokkig met twee stijlen. De stijlen hebben een kussentje aan de voet. De gevleugelde vrucht is een tweedelige splitvrucht met eenzadige deelvruchtjes.
De gewone berenklauw komt vooral voor op stikstofrijke, vochtige grond zowel in de volle zon als in halfschaduw. De plant groeit op grasland, bosschages, in bossen en in onkruidvegetaties.

## Benaming
Als gesproken wordt over de berenklauw wordt vaak gedoeld op de invasieve exoten, de reuzenberenklauw (Heracleum mantegazzianum) en Sosnowsky's berenklauw (Heracleum sosnowskyi), waarvan het sap ernstige gevolgen kan hebben als het op de huid komt.

## Ondersoort
De ondersoort H. sphondylium subsp. sibiricum heeft geelgroene bloemen.

## Toepassingen
In Rusland, Estland, Letland en Litouwen worden de stengels in de zon te drogen gelegd. Op de stengel vormen zich dan zoete, witte kristallen. De 15-20 cm lange, jonge stengels kunnen gegeten worden en smaken naar een combinatie van zoete komkommer, kokosnoot en mandarijntjes. De stengels moeten geplukt worden voordat het blad zich gaat ontvouwen. Oudere stengels kunnen geschild gegeten worden. Bij het schillen moeten dan wel handschoenen gedragen worden om huidirritatie te voorkomen.
De grote, aromatische bloemknoppen zijn van mei tot augustus rauw te gebruiken in salades. De zaden van de kleine of gewone berenklauw zijn ook te gebruiken. De smaak is enigszins vergelijkbaar met die van kardemom: bergamot, citroen en kamfer. Te gebruiken bij koken maar ook gemalen in salades.

## Afbeeldingen

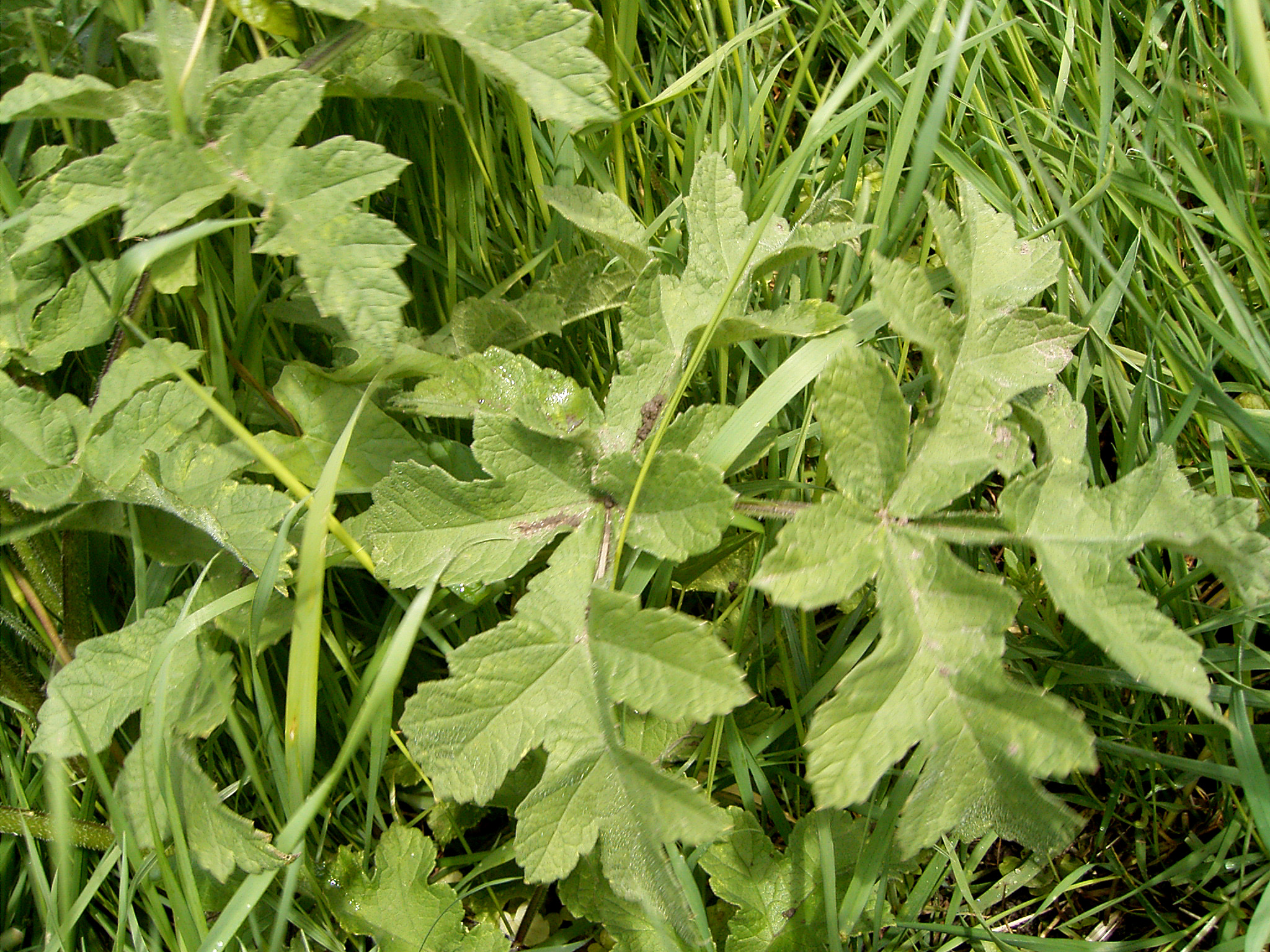
blad
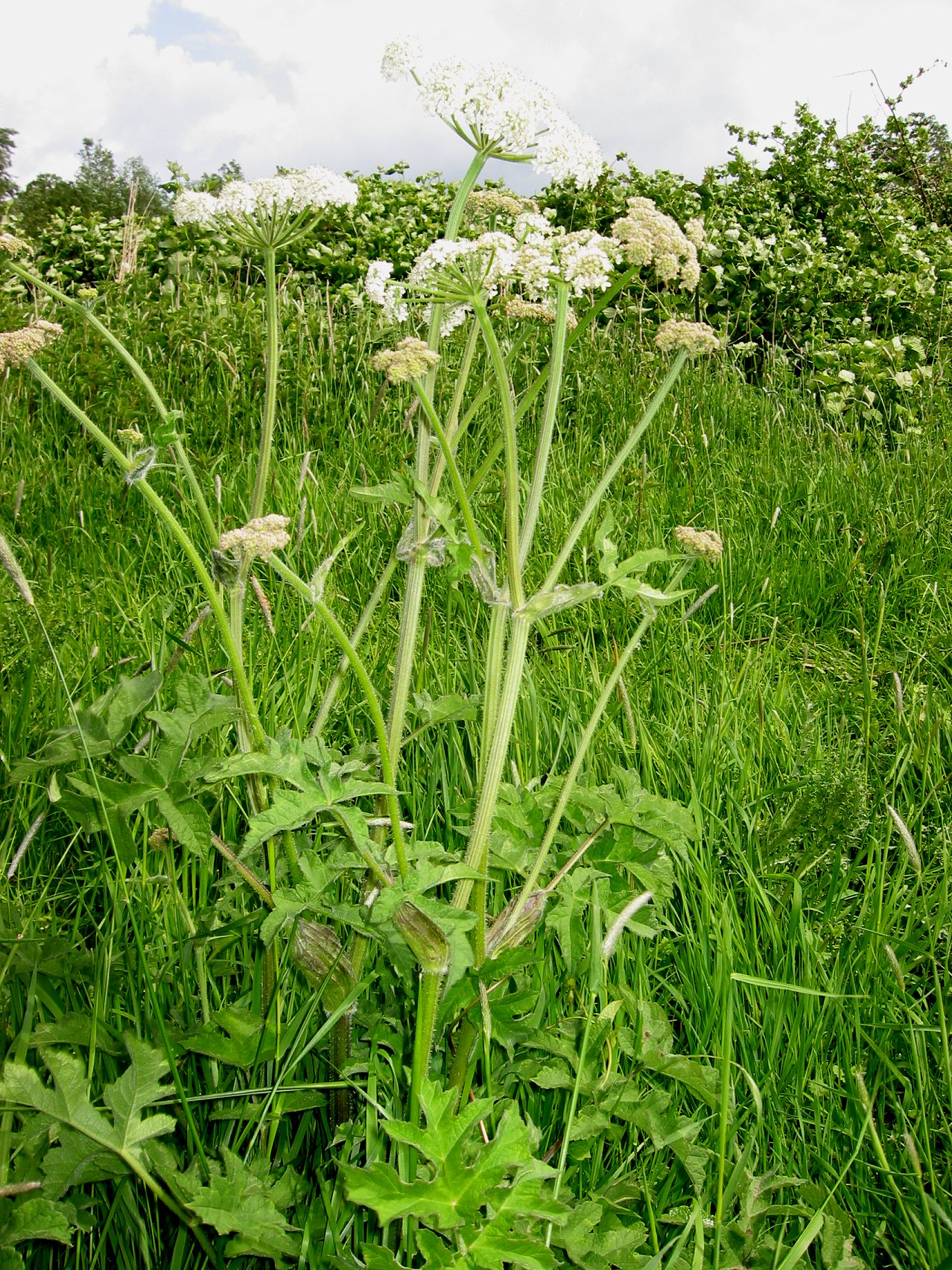
habitus
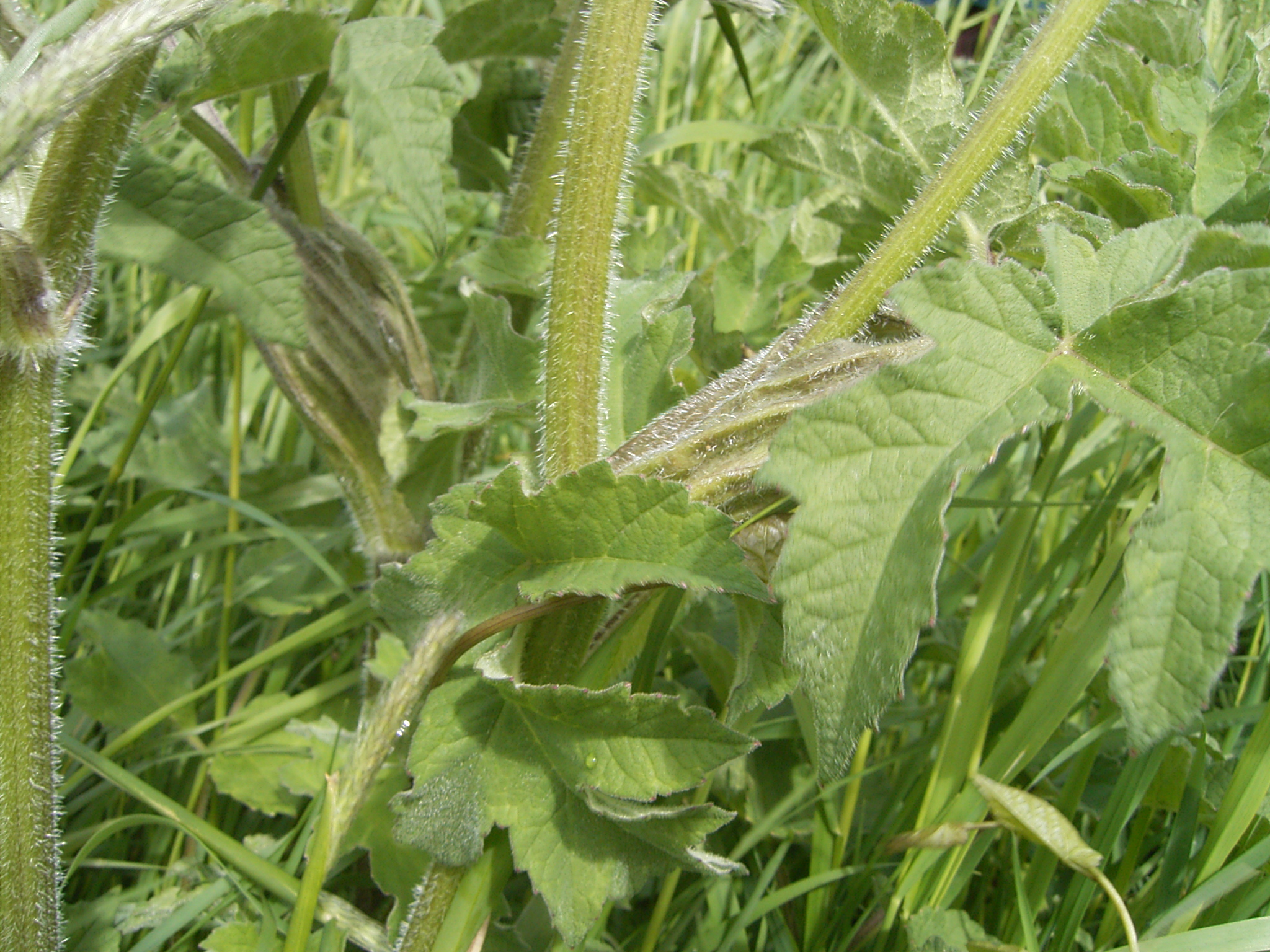
blad en stengel
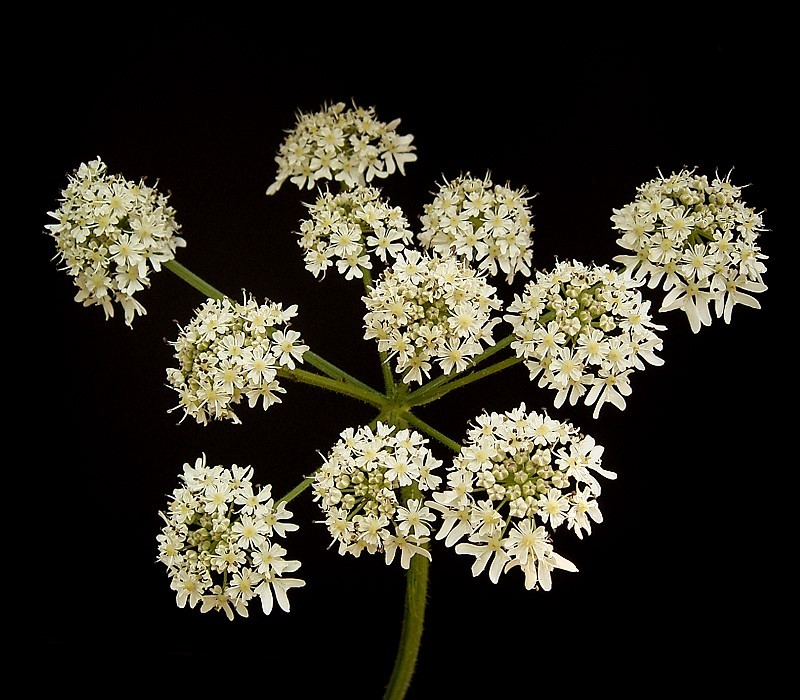
Scherm en schermpjes
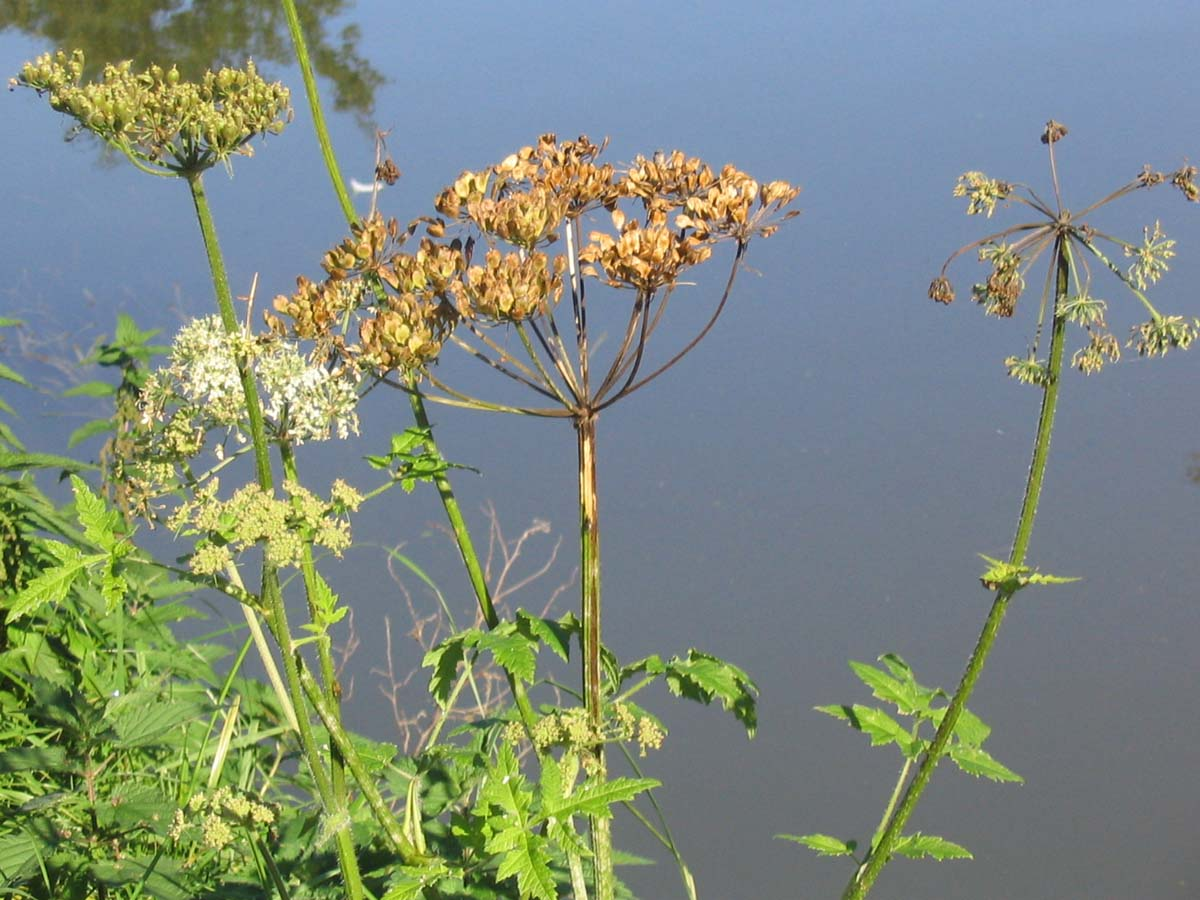
Uitgebloeid
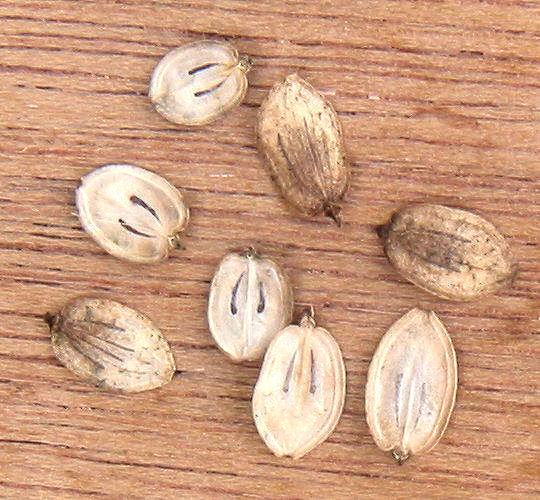
Vruchten